# Who's Last
Who's Last is een livealbum van de Britse rockband The Who, dat opgenomen is tijdens hun tournee door de Verenigde Staten in het najaar van 1982. The Who had de intentie om nog één laatste farewell-tournee te geven voordat ze uiteindelijk een studioband zouden worden. De vraag naar tickets was erg groot, omdat men dacht dat het de laatste keer zou zijn dat de band zou optreden. Het album is opgenomen tijdens de tournee en bestaat uit verschillende nummers van verschillende optredens. Who's Last werd in 1984 uitgegeven als 'laatste' album.

## Track Listing
1. My Generation
2. I Can't Explain
3. Substitute
4. Behind Blue Eyes
5. Baba O'Riley
6. Boris The Spider
7. Who Are You
8. Pinball Wizard
9. See Me, Feel Me
10. Love Reign O'er Me
11. Long Live Rock
12. Won't Get Fooled Again
13. Doctor Jimmy
14. Magic Bus
15. Summertime Blues
16. Twist And Shout

## De band
- Roger Daltrey: Zang, Mondharmonica, Gitaar
- Pete Townshend: Zang, Gitaar
- John Entwistle: Zang, Basgitaar
- Kenney Jones: Drums
- Tim Gorman: Piano, Keyboards